# René Aerts
 (août 2025).
- Si vous ne connaissez pas le sujet, laissez ce bandeau (vous pouvez alors contacter les auteurs).
- Si vous supprimez le contenu mis en cause (vous pouvez préalablement contacter les auteurs),

argumentez précisément cette suppression dans la page de discussion
(un manque de référence n'est pas un argument ; une recherche réelle de référence doit avoir été effectuée, être formellement documentée).
 (août 2025).
Si vous disposez d'ouvrages ou d'articles de référence ou si vous connaissez des sites web de qualité traitant du thème abordé ici, merci de compléter l'article en donnant les références utiles à sa vérifiabilité et en les liant à la section « Notes et références ».
René Aerts, né le 3 janvier 1937 à Anvers, est un basketteur belge.

## Biographie
René Alfons Aerts est né le 3 janvier 1937 à Anvers. En 1974, il épouse Suzanne Wayens, fille de policier, qui lui donne deux enfants. 
Il fait ses études secondaires à l'Institut Saint-Elegius d'Anvers. 
Il se passionne très jeune pour le basket-ball et commence la pratique de ce sport aux alentours de 10 ans. À l'époque, il n'y avait pas encore de joueurs professionnels. C'est donc en complément d'un travail à temps plein chez Volvo que, pendant 37 ans, il s'entraîne et joue des matchs de championnat. Ceci ne l'empêche pas d'aligner, au besoin, deux matches la même journée, un match de corporatif ainsi qu'un match de championnat de Belgique. Avec ses équipes, il remporte à de nombreuses reprises le championnat de Belgique masculin de basket-ball et joue régulièrement avec l'équipe nationale belge de basketball.  
Il joue activement jusqu'à ses 51 ans, en clôturant son dernier match officiel avec 19 points (2 sur 2 à 2pts et 5 sur 6 à 3pts) en un peu plus de 4 minutes avec Quiévrain contre Ploegsteert dans le cadre du championnat de division 2 provinciale Hainaut. Le championnat est remporté au cours de cette saison là (1986 - 1987) par son équipe le B.C. Quiévrain.
Par la suite, il est entraîneur notamment du Standard de Liège, de Jodoigne (en tant qu'entraîneur-joueur), de Wasmuel, de Hannut pour finir à Quiévrain.
Il est néerlandophone mais parfait bilingue, ayant une attache très forte en Wallonie, notamment via son épouse francophone.
Après avoir vécu 30 ans à Bruxelles, il vit depuis 1975 à Hennuyères et poursuit la pratique du basketball en amateur.

## Clubs marquants
Rene Aerts a joué dans quelques grands clubs belges et notamment :
- Antwerpse BC ;
- Standard de Liège Basket ;
- Racing White ;
- Hellas Gand ;
- Fleurus.

## Palmarès

### National
- 105 sélections nationales.
- 7 fois champion de Belgique.
- 3 fois vainqueur de la Coupe de Belgique.
- 2 fois meilleur marqueur de Belgique (saisons 1960/1961 et 1961/1962).
- Meilleur passeur de Belgique (saison 1967/1968).
- Meilleur joueur de Belgique (saison 1962/1963).
- Recordman du plus grand nombre de points marqués pour l'équipe nationale belge (1211) depuis 1969.

### International
- 561 points marqués en 27 rencontres de coupe d'Europe (15 avec l'Antwerpse et 12 avec le Standard) ou 20,77 de moyenne.
- Troisième meilleur marqueur au championnat d’Europe 1963 de Wrocław.

## Hommages et distinctions
- Classé parmi les dix meilleurs Européens en 1964 par les Américains dans leur livre annuel « Converse ».
- Présélectionné dans l'équipe de l'Europe, pour rencontrer le Real de Madrid.
- Vainqueur du référendum sportif en 1964 et en 1965 (trophée Rombouts - choix du public) de basket-ball ensemble avec Gaston Roelants (athlétisme), Jean Nicolay (football), Rik Van Steenbergen (cyclisme sur piste), Rik Van Looy (cyclisme sur route), Lucien Bianchi (automobile).
- Cité parmi les 200 athlètes les plus importants du siècle, tous sports confondus.
- En 2008, il reçoit les mérites sportifs des villes de Braine-le-Comte et d'Ittre pour son engagement à la cause sportive.